# 文京区立本郷小学校
文京区立本郷小学校（ぶんきょうくりつほんごうしょうがっこう）は、東京都文京区本郷4丁目にある区立小学校。

## 沿革
- 1998年（平成10年）
  - 4月1日 - 旧真砂小学校と旧元町小学校が統合し、本郷小学校開校。校舎は、旧真砂小学校の施設を使用。開校時点の学級数は11、児童数は316名。
  - 10月17日 - 開校記念式典挙行。この日を開校記念日と定めた。同日、校章・校歌の制定（作詞:宮中雲子、作曲:中田喜直）。
- 1999年（平成11年）
  - 3月25日 - 第1回卒業式。最初の卒業生は74名。
  - 4月1日 - 仮校舎を旧元町小学校校舎に移転。
- 2001年（平成13年）12月26日 - 新校舎完成（旧真砂小学校校地）。
- 2002年（平成14年）
  - 1月8日（第3学期） - 新校舎にて授業開始。
  - 4月9日 - 全国交通安全運動中央大会が開催され、小泉純一郎内閣総理大臣が出席した。
  - 5月31日 - 落成式挙行。
- 2003年（平成15年）4月1日 - 学校給食を民間に委託。
- 2009年（平成21年）10月10日 - 鉄棒3基増設。
- 2015年（平成27年）4月1日 - コミュニティ・スクール指定。
- 2017年（平成29年）8月31日 - 普通教室6学級増設。
- 2022年（令和4年）12月 - ユネスコスクール加盟。
- 2023年（令和5年）1月 - 全教科 地域人材・資源活用推進指定校となる[1]。

## 所在地
- 東京都文京区本郷4丁目5番15号
- 最寄り駅 : 丸ノ内線・大江戸線　本郷三丁目駅

## 校歌・校章
- 校歌
作詞 - 宮中雲子
作曲 - 中田喜直
- 校章
本郷の本という字と旧真砂小学校の校庭にそびえていたイチョウの葉をデザインしたものである。
イチョウは東京都のシンボルでもあり、東京大学のシンボルでもあるため、本郷では最も目につく街路樹であるといえる。

## 学校周辺
- 文京区男女平等センター
- 文京区立図書館真砂中央図書館
- 文京区立真砂児童遊園
- 国道254号
- 文京区立本郷台中学校 - 主な進学先
- 東京メトロ丸ノ内線本郷三丁目駅
- 文京区歴史博物館

## アクセス
- 都営地下鉄大江戸線本郷三丁目駅（出口3）から、徒歩約290m・約5分。
- 東京メトロ丸ノ内線本郷三丁目駅（出口1）から、徒歩約305m・約5分。

## 関係者
著名な出身者
- 前川國男（建築家 / 真砂小学校卒）